# Leptotarsus obscuripennis
Leptotarsus obscuripennis är en tvåvingeart som först beskrevs av Kirby 1884.  Leptotarsus obscuripennis ingår i släktet Leptotarsus och familjen storharkrankar. Inga underarter finns listade i Catalogue of Life.